# Zwiastun Ewangeliczny
Zwiastun Ewangeliczny – tygodnik polski o tematyce religijnej, wydawany w Warszawie pod zaborem rosyjskim i w okresie II Rzeczypospolitej nakładem kościołów ewangelickich. Pierwsze wydanie ukazało się 15 stycznia 1863 roku.
Wśród publicystów czasopisma byli m.in. ks. Leopold Otto, ks. Jan Fabian (1875–1907) i ks. Aleksander Edward Schoeneich (1861–1939).
Jego kontynuatorem jest czasopismo Kościoła Ewangelicko-Augsburskiego w RP „Zwiastun Ewangelicki”.